# Канадзава Хіросі
Канадзава Хіросі (яп. 金澤 宏) — японський футболіст, що грав на позиції воротаря.

## Виступи за збірну
Дебютував 1934 року в офіційних матчах у складі національної збірної Японії. У формі головної команди країни зіграв 2 матчі. Був учасником Far Eastern Championship Games 1934 року.

## Статистика
Статистика виступів у національній збірній.
| Збірна Японії | Збірна Японії | Збірна Японії |
| Роки          | Ігри          | голи          |
| ------------- | ------------- | ------------- |
| 1934          | 2             | 0             |
| Усього        | 2             | 0             |